# Hello, I Love You
A Hello, I Love You egy dal a The Doors együttes 1968-as Waitiing for the Sun című albumáról, amelyet az együttes kislemezen is kiadott. A dal az együttes második listavezető száma lett, miután két hétig vezette a Billboard Hot 100 hivatalos slágerlistát.

## Helyezések és minősítések
| Chart (1968)                        | Legjobb helyezés |
| ----------------------------------- | ---------------- |
| Kanada RPM Top Singles              | 1                |
| Németország                         | 33               |
| Hollandia                           | 14               |
| Új-Zéland                           | 12               |
| Dél-afrikai Köztársaság (Springbok) | 11               |
| Svájc                               | 10               |
| Egyesült Királyság                  | 15               |
| US Billboard Hot 100                | 1                |
| US Cash Box Top 100                 | 1                |

| Chart (1968)         | Helyezés |
| -------------------- | -------- |
| Kanada               | 13       |
| US Billboard Hot 100 | 14       |
| US Cash Box          | 15       |

Minősítések
| Régió                                                       | Minősítés | Eladott példányszám |
| ----------------------------------------------------------- | --------- | ------------------- |
| Egyesült Államok (RIAA)                                     | arany     | 1 000 000^          |
| ^ Kiszállítási példányszámok kizárólag a minősítés alapján. |           |                     |

## Külső hivatkozások
- MusicBrainz